# سيمون لو
سيمون لو (بالإنجليزية: Simon Law)‏ هو منتج أسطوانات وكاتب أغاني بريطاني، ولد في 28 مايو 1961 في لوتن في المملكة المتحدة.

## وصلات خارجية
- سيمون لو على موقع IMDb (الإنجليزية)
- سيمون لو على موقع ميوزك برينز (الإنجليزية)
- سيمون لو على موقع أول ميوزيك (الإنجليزية)
- سيمون لو على موقع أول ميوزيك (الإنجليزية)
- سيمون لو على موقع ديسكوغز (الإنجليزية)